# Einödhöhle
Einödhöhle är en grotta i Österrike. Den ligger i distriktet Baden och förbundslandet Niederösterreich, i den östra delen av landet.
Den högsta punkten i närheten är Kleiner Schweinkogel, 537 meter över havet, 1,1 km norr om Einödhöhle. Runt Einödhöhle är det ganska tätbefolkat, med 172 invånare per kvadratkilometer.. Närmaste större samhälle är Baden, 2,2 km söder om Einödhöhle.